# 16276 Virginiama
16276 Virginiama este o planetă minoră (asteroid) din centura de asteroizi. A fost descoperită pe 7 mai 2000 la Experimental Test Site⁠(d) de Lincoln Near-Earth Asteroid Research. 
Obiectul prezintă o orbită caracterizată de o semiaxă mare de 2,6188567 UAi, o excentricitate de 0,18, o înclinație de 9,67745 ° în raport cu ecliptica.